# 蒙多尔赛姆
蒙多尔赛姆（法語：Mundolsheim，法語發音：[mundɔlsaim]）是法国下莱茵省的一个市镇，位于该省中北部，属于斯特拉斯堡区。

## 地理
蒙多尔赛姆（48°38'37"N, 7°42'51"E）面积4.09 平方千米，位于法国大東部大區下莱茵省，该省份为法国大陆部分最东部的省份，是阿尔萨斯的一部分，今与上莱茵省组成了阿尔萨斯欧洲集体，其南至上莱茵省，西南接孚日省和默尔特-摩泽尔省，西接摩泽尔省，北与德国接壤，东侧沿莱茵河与德国相望。
与蒙多尔赛姆接壤的市镇（或旧市镇、城区）包括：苏弗河畔格里耶桑、朗佩尔坦、尼德奥斯贝根、普菲尔格里耶桑、赖什泰特、苏弗尔韦耶赛姆、文德奈姆。

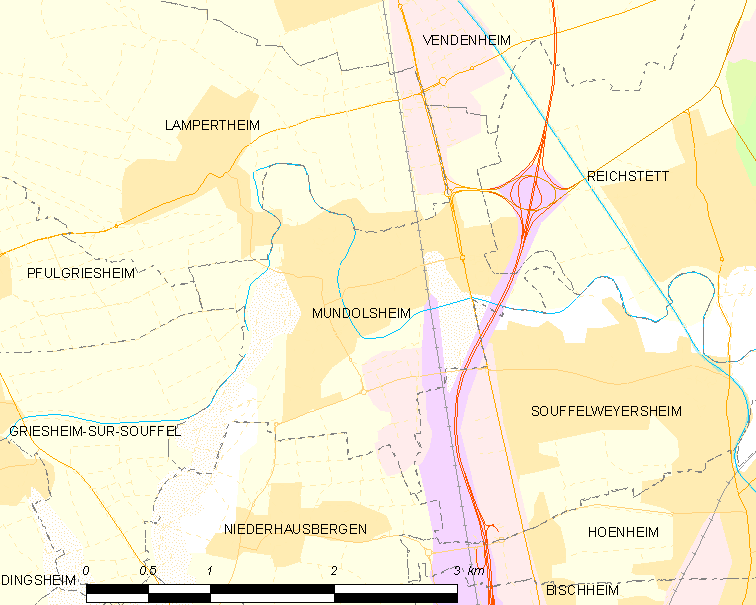
蒙多尔赛姆的OSM定位图

蒙多尔赛姆的时区为UTC+01:00、UTC+02:00（夏令时）。

## 行政
蒙多尔赛姆的邮政编码为67450，INSEE市镇编码为67309。

## 政治
蒙多尔赛姆所属的省级选区为厄奈姆县。

## 人口

1962-2008年间蒙多尔赛姆人口变化图示

蒙多尔赛姆于2022年1月1日时的人口数量为5236人。